# Highfield (festival)
Pour les articles homonymes, voir Highfield.
Le Highfield, ou Highfield Festival, est un festival allemand de rock, punk rock et hip-hop. Depuis 2010, il a lieu au lac de Störmthal, près de Großpösna, dans le district de Leipzig. Auparavant, il avait lieu au lac de barrage de Hohenfelden (au sud d'Erfurt) ; le nom du festival est dérivé du nom de la localité Hohenfelden (anglais : high field).
Depuis 1998, le festival s'établit comme le plus important festival de rock indépendant d'Allemagne de l'Est.

## Histoire
Depuis la première édition, le nombre de visiteurs ne cesse d'augmenter, passant de 10 000 à près de 25 000 en 2006. FKP Scorpio, qui organise de nombreux grands festivals dans les pays germanophones, en est l'organisateur, aux côtés de Semmel Concerts, qui est particulièrement actif en Bavière, à Berlin et en Allemagne de l'Est. En 2008, le festival affiche complet pour la première fois avec 25 000 visiteurs. En septembre 2008, il est annoncé que le festival n'aurait plus lieu au lac de barrage à partir de 2010, en raison de problèmes de pollution des champs utilisés pour le camping et le stationnement, ainsi que de perturbations du fonctionnement normal du site,.
Entre 2005 et 2012, le festival Area4 s'établit comme « festival frère » en Allemagne de l'Ouest, dont la dernière édition a lieu en 2012 (à Lüdinghausen). Une grande partie des groupes musicaux qui se produisent au festival Highfield jouent également au festival Area4, qui se déroule traditionnellement le même week-end. En 2016, la capacité d'accueil est portée à 35 000 participants, ce qui entraîne une augmentation importante de l'espace de stationnement et de camping au lac de Störmthal. Malgré l'augmentation de la capacité d'accueil, le festival affiche complet.
En 2020, le festival est annulé pour la première fois sur ordre des autorités. Cette décision est motivée par les mesures prises pour endiguer la pandémie de Covid-19 en Allemagne et l'interdiction des grandes manifestations qui en découle jusqu'au 31 août 2020, conformément aux mesures du 15 avril 2020. En 2024, le festival est interrompu pendant environ deux heures après qu'un incendie s'est déclaré dans une nacelle de la Grande Roue. Plusieurs personnes sont blessées.

## Programmations
| Date            | Line-up | Line-up | Lieu            | Spectateurs      |
| --------------- | --- | --- | --------------- | ---------------- |
| 20–21 juin 1998 | u. a. Anger 77 (de), Eat No Fish (de), Bell Book and Candle (de), Fast Food Cannibals, Chumbawamba, Crazy Court Jester, Cucumber Men (de), Del Amitri, Draei, Fury in the Slaughterhouse, Guano Apes, Iggy Pop, J.B.O., Megaherz, Phillip Boa (de), Primus, Rainbirds, Santana, Stoned Fish, Subway to Sally, Such a Surge, The Bates, The Inchtabokatables, Two, Veljanov (de), Vivid. | u. a. Anger 77 (de), Eat No Fish (de), Bell Book and Candle (de), Fast Food Cannibals, Chumbawamba, Crazy Court Jester, Cucumber Men (de), Del Amitri, Draei, Fury in the Slaughterhouse, Guano Apes, Iggy Pop, J.B.O., Megaherz, Phillip Boa (de), Primus, Rainbirds, Santana, Stoned Fish, Subway to Sally, Such a Surge, The Bates, The Inchtabokatables, Two, Veljanov (de), Vivid. | Hohenfelden     | 10 000           |
| 10–11 juin 1999 | u. a. Die Fantastischen Vier (tête d'affiche), Liquido, Knorkator, Bananafishbones, SCYCS (de), Element of Crime, Paradise Lost, In Extremo, Garbage, HIM, Guano Apes, Letzte Instanz, Tito and Tarantula. | u. a. Die Fantastischen Vier (tête d'affiche), Liquido, Knorkator, Bananafishbones, SCYCS (de), Element of Crime, Paradise Lost, In Extremo, Garbage, HIM, Guano Apes, Letzte Instanz, Tito and Tarantula. | Hohenfelden     | 15 000           |
| 18–20 août 2000 | Têtes d'affiche | The Inchtabokatables, Guano Apes, HIM | Hohenfelden     | 18 000           |
| 18–20 août 2000 | Außerdem u. a. | Limp Bizkit, blink-182, Reamonn, Placebo, Beck, Tocotronic, Blumentopf (de), Freundeskreis, Gentleman, Zeromancer. | Hohenfelden     | 18 000           |
| 17–19 août 2001 | Têtes d'affiche | Die Ärzte, Papa Roach, Stone Temple Pilots | Hohenfelden     | 20 000           |
| 17–19 août 2001 | Außerdem u. a. | Green Day, Thomas D, Xzibit, Alien Ant Farm, Nickelback, Stone Temple Pilots, Calico Soul, Emil Bulls. | Hohenfelden     | 20 000           |
| 16–18 août 2002 | Têtes d'affiche | Korn, Incubus, Faithless | Hohenfelden     | 20 000           |
| 16–18 août 2002 | Außerdem u. a. | In Extremo, Muse, Farin Urlaub, Puddle of Mudd, Faithless, Jimmy Eat World, Son Goku (de). | Hohenfelden     | 20 000           |
| 15–17 août 2003 | u. a. Placebo, Nightwish, Die Happy, Tomte, Caesars, Apocalyptica, Slut, Letzte Instanz, Within Temptation, HIM, Sportfreunde Stiller, Paradise Lost, Pinkostar (de), Cultured Pearls (de), The Rasmus, Seeed. | u. a. Placebo, Nightwish, Die Happy, Tomte, Caesars, Apocalyptica, Slut, Letzte Instanz, Within Temptation, HIM, Sportfreunde Stiller, Paradise Lost, Pinkostar (de), Cultured Pearls (de), The Rasmus, Seeed. | Hohenfelden     | 22 000           |
| 13–15 août 2004 | Têtes d'affiche | Die Ärzte, Wolfsheim, Wir sind Helden | Hohenfelden     | 24 000           |
| 13–15 août 2004 | Außerdem u. a. | Apocalyptica, Ash, Beatsteaks, Color for Fire, Delays (de), Donots, Die Fantastischen Vier, Fettes Brot, In Extremo, Keane, Kettcar, Kings of Leon, L'Âme Immortelle, Mark Lanegan, Mondo Generator, Moneybrother, Oomph!, Sarah Bettens, Snow Patrol, Soulwax, The Darkness, The Offspring, Sportfreunde Stiller (sous le nom Travelling Wilburlis), Velvet Revolver, Whyte Seeds (de), Zeraphine. | Hohenfelden     | 24 000           |
| 19–21 août 2005 | u. a. Alkaline Trio, Coheed and Cambria, Dropkick Murphys, EL*KE, Farin Urlaub, Foo Fighters, Fort Minor, Gåte, Good Charlotte, H-Blockx, Hot Hot Heat, Incubus, Madsen, McQueen, Pixies, Queens of the Stone Age, Revolverheld, Silbermond, Skindred, Social Distortion, Subway to Sally, The Birthday Massacre, The Blood Brothers, The Futureheads, The Hives, Tomte, Weezer.        | u. a. Alkaline Trio, Coheed and Cambria, Dropkick Murphys, EL*KE, Farin Urlaub, Foo Fighters, Fort Minor, Gåte, Good Charlotte, H-Blockx, Hot Hot Heat, Incubus, Madsen, McQueen, Pixies, Queens of the Stone Age, Revolverheld, Silbermond, Skindred, Social Distortion, Subway to Sally, The Birthday Massacre, The Blood Brothers, The Futureheads, The Hives, Tomte, Weezer. | Hohenfelden     | 20 000           |
| 17–19 août 2006 | Têtes d'affiche | Massive Attack, Beatsteaks, Wir sind Helden | Hohenfelden     | 20 000           |
| 17–19 août 2006 | Außerdem u. a. | Broken Social Scene, CKY, Clueso et groupe, Coheed and Cambria, Danko Jones, Eagles of Death Metal, Fettes Brot, Gentleman et Far East Band (de), Goldenhorse, Jenix (de), Kaiser Chiefs, Kettcar, Less Than Jake, Mando Diao, Nada Surf, Panic! at the Disco, Revolverheld, Seeed, Sportfreunde Stiller, The Dresden Dolls, The Futureheads, The Marble Index, Trashmonkeys, TV on the Radio, Virginia Jetzt!, The Weakerthans, Wolfmother, ZOX (de). | Hohenfelden     | 20 000           |
| 17–19 août 2007 | Têtes d'affiche | Kaiser Chiefs, Billy Talent, Silverchair | Hohenfelden     | 25 000           |
| 17–19 août 2007 | Außerdem u. a. | Mia, Eagles of Death Metal, …And You Will Know Us by the Trail of Dead, Tocotronic, Interpol, Jimmy Eat World, Funeral for a Friend, Millencolin, Brand New, Moneybrother, Blackmail, Fall Out Boy, The Sounds, Hellogoodbye, The Datsuns, Chris Cornell, Enter Shikari, Tegan and Sara, The Enemy, Silversun Pickups, Sparta, Anajo, Biffy Clyro. | Hohenfelden     | 25 000           |
| 15–17 août 2008 | Têtes d'affiche | Die Ärzte, The Killers, Beatsteaks | Hohenfelden     | 25 000           |
| 15–17 août 2008 | Außerdem u. a. | Bloc Party, The Hives, Sportfreunde Stiller, Dropkick Murphys, Serj Tankian, Kettcar, Flogging Molly, Plain White T's, The (International) Noise Conspiracy, Madsen, Tocotronic, Gogol Bordello, The Dresden Dolls, The Subways, Less Than Jake, Thrice, The Bones, Henry Rollins, Kaizers Orchestra, Gutter Twins, MxPx, We Are Scientists, Mindless Self Indulgence, Slut, State Radio, Louis XIV, Samavayo, Red Light Company, Year-Long Disaster, Jennifer Rostock, Yeasayer, HiFi Handgrenades, Blood Red Shoes. | Hohenfelden     | 25 000           |
| 21–23 août 2009 | Têtes d'affiche | Die Toten Hosen, Arctic Monkeys, Faith No More | Hohenfelden     | 25 000           |
| 21–23 août 2009 | Außerdem u. a. | AFI, Apocalyptica, Auletta, Baddies, Blitzen Trapper, Bombay Bicycle Club, Clueso, Deftones, Dendemann, Farin Urlaub Racing Team, Get Well Soon, Katzenjammer, Ken, Maxïmo Park, Metric, Neimo, Ohrbooten, Panteón Rococó, Patrick Wolf, Port O'Brien, Rise Against, Riverboat Gamblers, Selig, Shantel and Bucovina Orkestar, Spinnerette, The Maccabees, The Offspring, The Temper Trap, The Wombats, Tomte, Turbostaat, Twin Atlantic, Twisted Wheel, Vampire Weekend, Veto, Wilco, Wir, Zebrahead, Samavayo. | Hohenfelden     | 25 000           |
| 20–22 août 2010 | Têtes d'affiche | Placebo, blink-182, Billy Talent | Störmthaler     | 22 000           |
| 20–22 août 2010 | Außerdem u. a. | All Time Low, Archive, Bela B y Los Helmstedt, Biffy Clyro, Black Rebel Motorcycle Club, Broilers, Band of Horses, Comeback Kid, Danko Jones, Dúné, Expatriate, Fettes Brot, Fotos, Frank Turner, General Fiasco, Gogol Bordello, Goldhawks, Good Shoes, Herrenmagazin (de), Jennifer Rostock, Jupiter Jones, Kap Bambino, Karamelo Santo, Mad Caddies, Madsen, Melissa Auf der Maur, Millencolin, Minus the Bear, Monster Magnet, NOFX, OK Go, Parkway Drive, Revolverheld, Skindred, State Radio, Tame Impala, The 69 Eyes, The Asteroids Galaxy Tour, The Drums, The Gaslight Anthem, The Sounds, Thrice, Unheilig, Wir sind Helden, WIZO.                                    | Störmthaler     | 22 000           |
| 19–21 août 2011 | Têtes d'affiche | Foo Fighters, Thirty Seconds to Mars, Seeed | Störmthaler     | 25 000           |
| 19–21 août 2011 | Außerdem u. a. | Airship, Annasaid, Blood Red Shoes, Blumentopf (de), Boysetsfire, Cherri Bomb, Cults, Deftones, Dendemann, Disco Ensemble, Donots, Dropkick Murphys, Face to Face, Flogging Molly, Hoffmaestro, Hot Water Music, Interpol, Jimmy Eat World, Kakkmaddafakka, Karnivool, Katzenjammer, Mona, No Use for a Name, Odd Future Wolf Gang Kill Them All, Panic! at the Disco, Panteón Rococó, Rise Against, Rival Schools, Royal Republic, Skindred, Skunk Anansie, The Bouncing Souls, The Bronx, The Kooks, The Menzingers, The Mighty Mighty Bosstones, The National, Thees Uhlmann et groupe, Turbostaat, Tusq, Twin Atlantic, Underoath, Veara, White Lies, Yellowcard, Zebrahead. | Störmthaler     | 25 000           |
| 17–19 août 2012 | Têtes d'affiche | Beatsteaks, Placebo, Sportfreunde Stiller | Störmthaler     | 20 000           |
| 17–19 août 2012 | Außerdem u. a. | Adolar, A Wilhelm Scream, Agnostic Front, Alberta Cross, Baroness, Bonaparte, Bosse, Broilers, Bullet for My Valentine, Casper, Darkest Hour, Dispatch, Eagles of Death Metal, Every Time I Die, Frittenbude, Good Riddance, H-Blockx, Jupiter Jones, K.I.Z, Kettcar, Kilians, Kraftklub, Kvelertak, LaBrassBanda, Mark Lanegan et groupe, Me First and the Gimme Gimmes, Polar Bear Club, Refused, Saves the Day, Social Distortion, The Black Keys, The Bots, The Crookes, The Gaslight Anthem, The Maccabees, The Shins, The Subways, The Wombats, Touché Amoré, Veto, We Are the Ocean, White Rabbits, Within Temptation.                                                    | Störmthaler     | 20 000           |
| 16–18 août 2013 | Têtes d'affiche | Die Ärzte, Billy Talent, Deichkind | Störmthaler See | 23 000           |
| 16–18 août 2013 | Außerdem u. a. | Bat for Lashes, Bad Religion, Callejon, Frida Gold, Hawk Eyes, Hoffmaestro, Left Boy, Maxïmo Park, Pennywise, Prinz Pi, SDP, Silbermond, Skindred, tba., The Bronx, The Drowning Man, The Lumineers, The Parov Stelar Band, Tocotronic, We Came as Romans, Alkaline Trio, Cro, Disco Ensemble, Feine Sahne Fischfilet, Flogging Molly, Heaven Shall Burn, In the Valley Below, Irie Révoltés, Jennifer Rostock, Mad Caddies, Madsen, Monsters of Liedermaching, NOFX, Royal Republic, The Gaslight Anthem, Thees Uhlmann, Triggerfinger, Zebrahead. | Störmthaler See | 23 000           |
| 15–17 août 2014 | Têtes d'affiche | Macklemore et Ryan Lewis, Beatsteaks, Queens of the Stone Age, Blink-182, Placebo | Störmthaler     | 25 000           |
| 15–17 août 2014 | Außerdem u. a. | Fettes Brot, Bosse, Jimmy Eat World, Fünf Sterne deluxe, Converge, Frank Turner and the Sleeping Souls, Revolverheld, Jupiter Jones, Turbostaat, Pascow. | Störmthaler     | 25 000           |
| 14–16 août 2015 | Têtes d'affiche | Dropkick Murphys, Interpol, Marteria | Störmthaler     | 25 000           |
| 14–16 août 2015 | Außerdem u. a. | Broilers, Clueso, Congoroo, Flogging Molly, The Gaslight Anthem, The Kooks, The Offspring, 257ers, Adam Angst (de), Against Me!, Alligatoah, Apologies, I Have None, Bilderbuch, Danko Jones, Donots, Feine Sahne Fischfilet, Frittenbude, Irie Révoltés, Madsen, Marcus Wiebusch, Millencolin, Obey the Brave, Panteón Rococó, Prinz Pi, Rob Lynch (de), SDP, The Menzingers, The Wombats, ZSK, K.I.Z, The Subways. | Störmthaler     | 25 000           |
| 19–21 août 2016 | Têtes d'affiche | Rammstein, Deichkind, Limp Bizkit | Störmthaler     | 35 000           |
| 19–21 août 2016 | Außerdem u. a. | AnnenMayKantereit, Scooter, Skunk Anansie, NOFX, Heaven Shall Burn, Wolfmother, Bloc Party, Blumentopf (de), Madsen, Airbourne, Sum 41, Fünf Sterne deluxe, Royal Republic, Eagles of Death Metal, Olli Schulz (de), Genetikk, Bonaparte, Joris, Kontra K. | Störmthaler     | 35 000           |
| 18–20 août 2017 | Têtes d'affiche | Biffy Clyro, Casper, Die Toten Hosen | Störmthaler     | 35 000           |
| 18–20 août 2017 | Außerdem u. a. | Beginner, Bonez MC, Donots, Fatoni (de), Feine Sahne Fischfilet, Frittenbude, Irie Révoltés, Kraftklub, Milliarden, Montreal, Neonschwarz (de), RAF Camora, SSIO (de), Silbermond, The Offspring, Thees Uhlmann, Tonbandgerät, Zebrahead. Remarque : le festival est interrompu le premier jour en raison d'un orage, ce qui a entraîné l'annulation des concerts des groupes 257ers, Clueso, Alligatoah et Billy Talent. | Störmthaler     | 35 000           |
| 17–19 août 2018 | Têtes d'affiche | Billy Talent, Broilers, Die Fantastischen Vier, Marteria | Störmthaler     | 35 000           |
| 17–19 août 2018 | Außerdem u. a. | 257ers, 8kids, Adam Angst (de), Alex Mofa Gang (de), Alligatoah, Antilopen Gang, Bausa, Bilderbuch, Bosse, Clueso, Dendemann, Donots, Dropkick Murphys, Editors, Fjørt, Flogging Molly, Fünf Sterne deluxe, Gloria, Gogol Bordello, Itchy, Kaputto and Concorde, Kettcar, Kontra K, Madsen, Mando Diao, Massendefekt, Maxïmo Park, Parov Stelar, Prinz Pi, Radio Havanna, Razz (de), Sondaschule, Swiss und die Andern, The Hives, The Subways, The Wombats, Thunderpussy, ZSK, Zugezogen Maskulin (de). | Störmthaler     | 35 000           |
| 16–18 août 2019 | Têtes d'affiche | Thirty Seconds to Mars | Störmthaler     | 30 000           |
| 16–18 août 2019 | Außerdem u. a. | Jan Delay and Disko No 1, AnnenMayKantereit, The Offspring, Fettes Brot, Cro, Frank Turner and the Sleeping Souls, Enter Shikari, Danko Jones, Skindred, Faber (de), Ufo361, Die Orsons, Muff Potter, OK Kid, Yung Hurn, Nothing but Thieves, Talco, Mayday Parade, Montreal, Sookee (de), Monsters of Liedermaching, The Story So Far, Trettmann (de), Bonez MC et RAF Camora, Blackout Problems (de), Rogers, Kmpfsprt, Alex Mofa Gang (de), Feine Sahne Fischfilet. | Störmthaler     | 30 000           |
| 19-21 août 2022 | Têtes d'affiche | Deichkind, Broilers, Kraftklub | Störmthaler     | 35 000           |
| 19-21 août 2022 | Außerdem u. a. | Casper, Bring Me the Horizon, Kontra K, AnnenMayKantereit, Clueso, Sido, Kummer, Madsen, Bosse, Electric Callboy, Giant Rooks (de), Donots, Leoniden (de), Juju, Wanda, Callejon, Ferdinand aka Left Boy, Antilopen Gang, Frittenbude, Montreal, Grossstadtgeflüster, Nura, You Me at Six, Betontod, Joris, Lagwagon, Moop Mama, Sondaschule, Maeckes (de) und die Katastrophen, Zebrahead, The Hunna (de), Provinz (de), Neonschwarz (de), Akne Kid Joe (de), 100 Kilo Herz, Schmyt, Kafvka (de), Cleopatrick. | Störmthaler     | 35 000           |
| 18–20 août 2023 | Têtes d'affiche | K.I.Z, Die Ärzte, Marteria | Störmthaler     | 35 000 (approx.) |
| 18–20 août 2023 | Außerdem u. a. | RIN, SDP, Beatsteaks, Drei Meter Feldweg (de), Dropkick Murphys, Giant Rooks (de), TYNA (de), Heaven Shall Burn, Von Wegen Lisbeth (de), Tokio Hotel, BHZ (de), Yaenniver, Pennywise, Paula Hartmann (de), Blond, Enter Shikari, Großstadtgeflüster (de), Querbeat, Bilbao (de), Kaffkiez (de). | Störmthaler     | 35 000 (approx.) |
| 16–18 août 2024 | Têtes d'affiche | Peter Fox, Alligatoah, Provinz (de), Rise Against, Cro, Macklemore, Marsimoto (de). | Störmthaler     | 30 000 (approx.) |
| 16–18 août 2024 | Außerdem u. a. | Donots, Trettmann (de), Makko (de), Betterov (de), Montreal, Akne Kid Joe (de), Schmutzki (de), Antje Schomaker (de), Tränen, Mele, Bierbabes, The Kooks, Ski Aggu, Feine Sahne Fischfilet, Jeremias, Antilopen Gang, Ennio, Panteón Rococó, Heisskalt (de), Fjørt, Blackout Problems (de), Domiziana (de), Milliarden, Deine Cousine (de), Wa22ermann (de), Engst (de), Mando Diao, Bosse, Flogging Molly, Olli Schulz (de), Bukahara, Soho Bani (de), Nico Santos, Rogers, Less Than Jake, Dilla (de), Shitney Beers (de), ok.danke.tschüss (de), Aaron. | Störmthaler     | 30 000 (approx.) |